# Kuźnica Czarnkowska (gromada)
Kuźnica Czarnkowska – dawna gromada, czyli najmniejsza jednostka podziału terytorialnego Polskiej Rzeczypospolitej Ludowej w latach 1954–1972.
Gromady, z gromadzkimi radami narodowymi (GRN) jako organami władzy najniższego stopnia na wsi, funkcjonowały od reformy reorganizującej administrację wiejską przeprowadzonej jesienią 1954 do momentu ich zniesienia z dniem 1 stycznia 1973, tym samym wypierając organizację gminną w latach 1954–1972.
Gromadę Kuźnica Czarnkowska z siedzibą GRN w Kuźnicy Czarnkowskiej utworzono – jako jedną z 8759 gromad na obszarze Polski – w powiecie pilskim w woj. poznańskim, na mocy uchwały nr 38/54 WRN w Poznaniu z dnia 5 października 1954. W skład jednostki weszły obszary dotychczasowych gromad Kuźnica Czarnkowska, Radolinek i Radosiew ze zniesionej gminy Kuźnica Czarnkowska w tymże powiecie. Dla gromady ustalono 14 członków gromadzkiej rady narodowej.
1 stycznia 1958 do gromady Kuźnica Czarnkowska włączono miejscowości Czarnków Zanotecki, Modrzewie, Radosiewo i Zofiowo ze zniesionej gromady Bukowiec w tymże powiecie.
1 stycznia 1959 powiat pilski przemianowano na trzcianecki.
Gromada przetrwała do końca 1972 roku, czyli do kolejnej reformy gminnej.